# Laboratoire de mécanique de Lille
Le Laboratoire de mécanique de Lille regroupait les équipes de recherche en mécanique et génie civil du centre de Lille d'Arts et Métiers ParisTech, de l'École centrale de Lille et de l'Université de Lille. Il a été créé en 1985.
Le laboratoire regroupait plus de 200 personnes.
Cette unité de recherche a disparu fin 2017 et a donné naissance à trois nouveaux laboratoires :
- LaMcube : Laboratoire de mécanique, multiphysique, multiéchelle, UMR CNRS 9013
- LMFL : Laboratoire de mécanique des fluides de Lille - Kampé de Fériet, UMR CNRS 9014
- UML : Unité de Mécanique de Lille - J. Boussinesq (UML) ULR 7512

## Héritage
L'enseignement supérieur en mécanique et en génie civil constitue une tradition plus que centenaire à Lille.
L'université conserve des cours de professeurs de mécanique des milieux continus (fluides, turbulence, mécanique des sols), tels que Joseph Boussinesq et Alfred-Aimé Flamant, remontant aux années 1870, soit une vingtaine d'années après la création de la faculté des sciences de Lille. L'enseignement pour ingénieurs et la recherche se sont étendus avec l'expansion de l'Institut industriel du Nord fin du XIXe siècle, puis la constitution du centre lillois des Arts et métiers au début du XXe siècle.

## Axes de recherches et d'enseignement
Associé à l'École doctorale des sciences pour l'ingénieur (ED-SPI 72), le laboratoire de mécanique de Lille est le plus gros laboratoire de recherche technologique de la région lilloise avec plus de deux cents chercheurs dans trois domaines non corrélés :
- Fiabilité mécanique 
  - Comportement, fatigue, endommagement, rupture, tribologie : applications industrielles
  - Étude des systèmes de freinage : applications privilégiées aux systèmes ferroviaires
- Mécanique des fluides
  - Environnement et diphasiques
  - Modélisation de la turbulence
  - Turbomachines
  - Interactions entre fluide et structure
- Génie civil
  - Interaction sol-structure
  - Mécanique des géomatériaux cohérents.

## Installations et équipements
Le laboratoire dispose d'équipements lourds pour mener à bien ses recherches dans chacun de ses domaines. Une soufflerie de 20 m permet l'étude des couches limites des écoulements. Pour les essais mécaniques, une machine de sollicitation multi-axiale, d'une capacité de 10 tonnes par axe, et d'une micro-machine d'essais de fatigue.
Les simulations numériques sont réalisées grâce à un cluster de calcul de 288 cœurs.

## Livres
- Joseph Boussinesq, Application des potentiels à l'étude de l'équilibre et du mouvement des solides élastiques, Gauthier-Villars, 1885 (présentation en ligne, lire en ligne)(BNF 30148974)
- Clément Codron, Essais mécaniques à l'Institut industriel du Nord de la France à Lille: note par Clément Codron, Lille, impr. L. Danel, 1900 (présentation en ligne)
- Albert Petot, Traité de Mécanique rationnelle à l'usage des élèves ingénieurs Leçons professées à l'Institut industriel du Nord de la France, Schaller, 1905 (présentation en ligne)
- Robert Mazet et François Gallisot (préf. Henri Villat), Travaux pratiques de mécanique rationnelle, Lille, Gauthier-Villars, 1936, 148 p. (BNF 32436078).
- Joseph Kampé de Fériet, Un problème clé de l'aéronautique, l'étude de la couche limite, Créteil, impr. de Crété, coll. « Technique et science aéronautique », 1944(BNF 32298429)
- André Martinot Lagarde, Similitude physique : exemples d'applications à la mécanique des fluides, Paris, Gauthier-Villars, coll. « Mémorial des sciences physiques / 66 », 1960(BNF 33092315)
- Yannick Desplanques et Gérard Degallaix, Tribologie et couplages multiphysiques : Actes des journées internationales francophones de tribologie, Lausanne, Presses polytechniques et universitaires romandes, 2006, 336 p. (ISBN 978-2-88074-775-6, présentation en ligne)
- Suzanne Degallaix et al., Traité des matériaux ; Caractérisation expérimentale des matériaux ; propriétés physiques, thermiques et mécaniques : publié sous la direction de Suzanne Degallaix et Bernhard Ilschner, Lausanne/Paris, Presses polytechniques et universitaires romandes, 2007, 402 p. (ISBN 978-2-88074-567-7, présentation en ligne)

## Comptes rendus hebdomadaires des séances de l'Académie des sciences
- Joseph Boussinesq, « Théorie de l'intumescence liquide, appelée onde solitaire ou de translation, se propageant dans un canal rectangulaire », Comptes rendus de l'Académie des sciences, vol. 72,‎ 1871, p. 755–759 (lire en ligne)
- Albert Petot, Sur le mode de fonctionnement des freins dans les automobiles, coll. « Comptes rendus de l'Académie des sciences », 1901
- Michel Stanislas, Jean-Claude Monnier, Kleber Corenflos et Patrick Dupont, Étude expérimentale d'un écoulement turbulent de Couette avec gradient de pression. Comparaison avec une simulation numérique directe de la turbulence, vol. 1992, coll. « Comptes rendus de l'Académie des sciences / 2 », janvier 1992